# Гайдарос (Аталанди)
Гайдарос (греч. Γάιδαρος — «Осёл») — необитаемый небольшой остров в Греции, в одноимённой бухте (Опунтском заливе) в заливе Вориос-Эввоикос Эгейского моря, близ берега, к югу от острова Аталанди и к востоку от города Аталанди, напротив деревни Кипарисион. Административно относится к общине Локри в периферийной единице Фтиотида в периферии Центральная Греция.
Наивысшая точка — гора Кастрон высотой 104 м над уровнем моря.
До 1894 года был полуостровом. При двойном землетрясении 20 и 27 апреля 1894 года магнитудой 6,4 и 6,5 баллов отделился от берега.